# Ventosa (La Rioja)
Pour les articles homonymes, voir Ventosa.
Ventosa est un municipio (municipalité ou canton) de la comarque de Logroño, dans la Communauté autonome de La Rioja dans le Nord de l'Espagne. C'est aussi le nom du chef-lieu de ce municipio
La population du municipio était de 173 habitants en 2010.
Le Camino francés du Pèlerinage de Saint-Jacques-de-Compostelle passe par cette localité.

## Géographie
Ventosa se trouve à 17 km à l'est de Logroño, à 640 m d’altitude moyenne ; son point culminant est à 821 m.

## Patrimoine et culture

### Pèlerinage de Compostelle
Par le Camino francés du Pèlerinage de Saint-Jacques-de-Compostelle, le chemin vient de Navarrete.
La prochaine halte est Nájera.

## Sources, notes et références
- (es) Cet article est partiellement ou en totalité issu de l’article de Wikipédia en espagnol intitulé « Ventosa (La Rioja) » (voir la liste des auteurs).
- Grégoire, J.-Y. & Laborde-Balen, L., « Le Chemin de Saint-Jacques en Espagne - De Saint-Jean-Pied-de-Port à Compostelle - Guide pratique du pèlerin », Rando Éditions, mars 2006,  (ISBN 2-84182-224-9)
- « Camino de Santiago St-Jean-Pied-de-Port - Santiago de Compostela », Michelin et Cie, Manufacture Française des Pneumatiques Michelin, Paris, 2009,  (ISBN 978-2-06-714805-5)
- « Le Chemin de Saint-Jacques Carte Routière », Junta de Castilla y León, Editorial Everest